# Оливейра Силва, Андре
Андре Оливейра Силва (порт.-браз. André Oliveira Silva); более известный, как Андре Силва (порт.-браз. André Silva) род. 3 июня 1997, Табоан-да-Серра, Сан-Паулу) — бразильский футболист, нападающий клуба «Сан-Паулу».

## Клубная карьера
Силва — воспитанник клубов «Диадема», «Интернасьонал» и португальского «Риу Аве». 28 января 2019 года в матче против «Маритиму» он дебютировал в Сангриш лиге. Летом того же года Силва перешёл в «Ароку». 18 августа в матче против «Трофенсе» он дебютировал в Третьей лиге Португалии. 8 марта 2020 года в поединке против «Жиназио Фигейренсе» Андре забил свой первый гол за «Ароку». По итогам сезона игрок помог клубу выйти в более высокий дивизион. 1 ноября в матче против «Визела» он дебютировал в Сегунда лиге. По итогам сезона Андре помог команде выйти в элиту.
Летом 2022 года Силва перешёл в «Виторию Гимарайнш». 7 августа в матче против «Шавеша» он дебютировал за новую команду. В этом же поединке Андре забил свой первый гол за «Виторию Гимарайнш».
В 2024 году Силва вернулся на родину подписал контракт с «Сан-Паулу». Сумма трансфера составила 3,5 млн евро. В поединке Лиги Паулиста против «Гремио Новуризонтино» игрок дебютировал за основной состав. 14 апреля в матче против «Форталезы» он дебютировал в бразильской Серии A. В этом же поединке Андре забил свой первый гол за «Сан-Паулу».